# テレンス・レンジャー
テレンス・オズボーン・レンジャー（Terence Osborn Ranger、1929年11月29日 - 2015年1月3日）は、アフリカ史、特にジンバブエの歴史の研究を行なった高名なイギリスの歴史家。レンジャーは、ポスト・コロニアル世代の歴史学者のひとりであり、その業績は、1960年代から現代まで、1980年のジンバブエ独立の以前にも、以降にも及んでいる。

## 経歴
ロンドン南東部のサウス・ノーウッドに生まれたレンジャーは、ノース・ロンドンのハイゲート校に学んだ。
1957年、当時の英領植民地ローデシア・ニヤサランド連邦にあったユニバーシティ・カレッジ・オブ・ローデシア・アンド・ニヤサランド（University College of Rhodesia and Nyasaland：ジンバブエ大学などの前身）に、中世と近世初期の歴史の講師として赴任し、以降アフリカ史の研究に取り組みはじめた。1963年にローデシア離れた後、レンジャーは、ダルエスサラーム大学、カリフォルニア大学ロサンゼルス校、マンチェスター大学などを経て、オックスフォード大学で、セント・アントニーズ・カレッジの名誉フェローとなった。また、オックスフォード大学では、1997年までローズ人種関係論講座教授 (Rhodes Professor of Race Relations) を務めた。その後、ジンバブエ大学の客員教員として4年間教鞭を執った。
特に影響力の大きかった業績のひとつに、エリック・ホブズボームと共同で編集した『創られた伝統 (The Invention of Tradition)』がある。
1980年、レンジャーは、ガイ・クラットン＝ブロックとともに、イギリス・ジンバブエ協会 (the Britain Zimbabwe Society) を創設し、後に2006年から2014年にかけては、その会長を務めた。1980年から1982年まで、英国アフリカ学会 (the African Studies Association of the UK, ASAUK)) の会長であった。レンジャーはまた、（難民支援団体）アサイラム・ウェルカム (the Asylum Welcome) の理事も務め、学術的業績の多くはジンバブエにおける人権問題に関心を寄せたものであった。ジンバブエ危機の際、レンジャーは、ジンバブエから難民認定を求めてイギリスへ来た人々の強制退去に反対する論陣を張った。
引退に際して、レンジャー教授は、オックスフォード宣教研究所フェローの地位を与えられた。レンジャーは、2015年1月3日に死去した。

## おもな業績
- Revolt in Southern Rhodesia, 1896-97. London: Heinemann (1967, 2nd edn 1979). ISBN 0-435-94799-0
- Peasant Consciousness and Guerrilla War in Zimbabwe: A Comparative Study. Oxford: James Currey (1985). ISBN 0-85255-001-4.
- Editor, with Ngwabi Bhebe, Soldiers in Zimbabwe's Liberation War. Oxford: James Currey (1995). ISBN 0-85255-609-8
- Are We Not Also Men? The Samkange Family and African Politics in Zimbabwe, 1920-64. Oxford: James Currey (1995). ISBN 0-85255-618-7
- Editor, with Ngwabi Bhebe, Society in Zimbabwe's Liberation War . Oxford: James Currey (1996). ISBN 0-85255-660-8
- Voices From The Rocks: Nature, Culture and History in the Matopos Hills of Zimbabwe. Oxford: James Currey (1999). ISBN 0-85255-604-7
- With Jocelyn Alexander and JoAnn McGregor, Violence and Memory: One Hundred Years in the "Dark Forests" of Matabeleland. Oxford: James Currey (2000). ISBN 0-85255-692-6